# Rentgen (zařízení)

Princip rentgenky: A - anoda, K- katoda, C - vodní chlazení. X - Rentgenové záření, U_{a} - anodové a U_{h} - žhavicí napětí

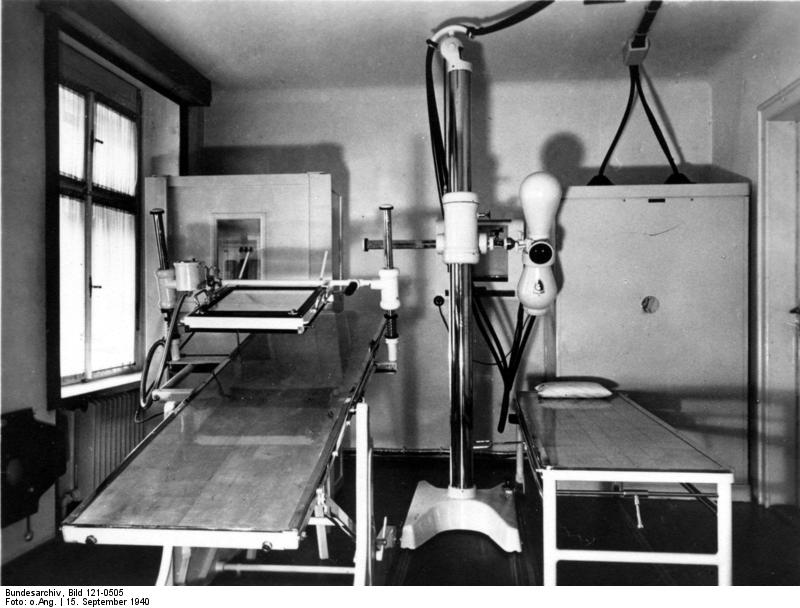
Klasické rentgeny v Karlových Varech (1940)

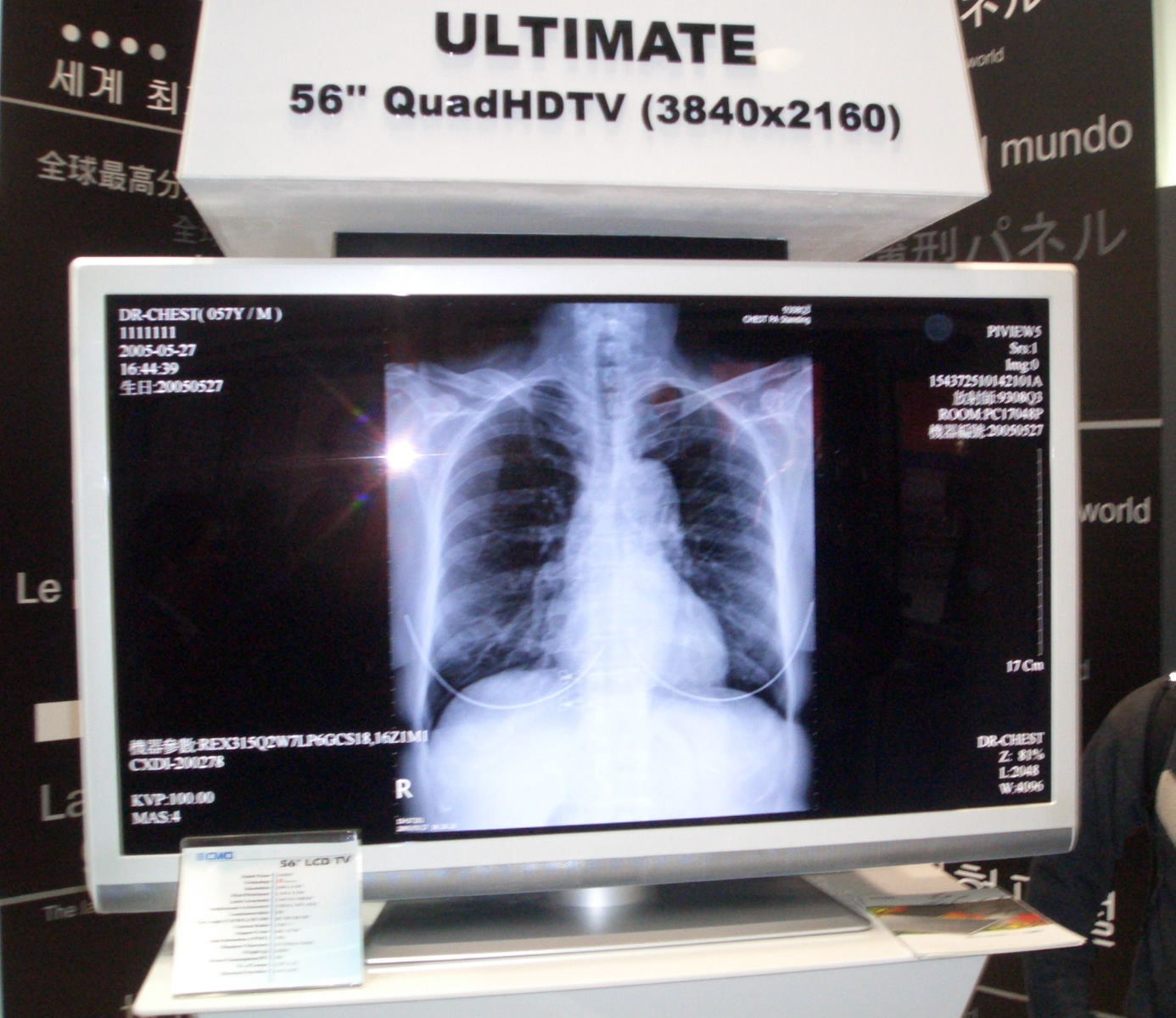
Digitální rentgen

Rentgen je zařízení na vyšetřování, případně i terapii pomocí rentgenového záření. Užívá se hlavně v lékařství (skiagrafie, radiologie), ve fyzice, v krystalografii, v průmyslu a v bezpečnostních zařízeních. Název podle objevitele záření Wilhelma C. Röntgena.

## Princip
Pronikavé elektromagnetické záření o velmi krátké vlnové délce 10−9 až 10−12 m prochází většinou látek, které je v různé míře pohlcují. Tak vzniká stínový obraz jejich vnitřku. Rentgenový přístroj se skládá ze zdroje záření, zdroje vysokého napětí, stojanu a zobrazovacího zařízení. Zdrojem záření je rentgenka, vakuová trubice s nejméně dvěma elektrodami a obvykle wolframovým terčíkem. Mezi katodu a anodu je přivedeno vysoké napětí (typicky 25 až 150 kV), které urychluje elektrony, emitované z katody. Vysoká energie těchto elektronů se při dopadu na anodu promění v pronikavé záření. To prochází zkoumaným tělesem a dopadá na světélkující stínítko, elektronický detektor nebo citlivý film. Stojan slouží k nastavení zdroje a stínítka vůči pacientovi nebo zkoumanému předmětu.

## Lékařská použití
- Diagnostický rentgen slouží k vyšetřování osob. Při vyšetření se používají tyto druhy provozu:
- Skiaskopie je prosvěcování pacienta v reálném čase. Používá se při sledování dynamických dějů jako je například  funkce zažívacího traktu, nebo zavádění katetru, endoskopu a podobně.
- Skiagrafie neboli snímkování vytvoří statický obraz vyšetřovaných tkání v daném okamžiku. Nejčastějšími skiagrafickými aplikacemi jsou: snímek plic stojícího pacienta, ortopedické snímky končetin a skeletu, dentální snímky zubů
- Angiografie je vyšetření cévního systému pomocí kontrastní látky.
- Mamografie vyšetření prsou
- Kostní denzitometrie slouží ke stanovení denzity kostí a rizika osteoporézySkiaskopická sklopná stěna s rentgenkou nad stolem

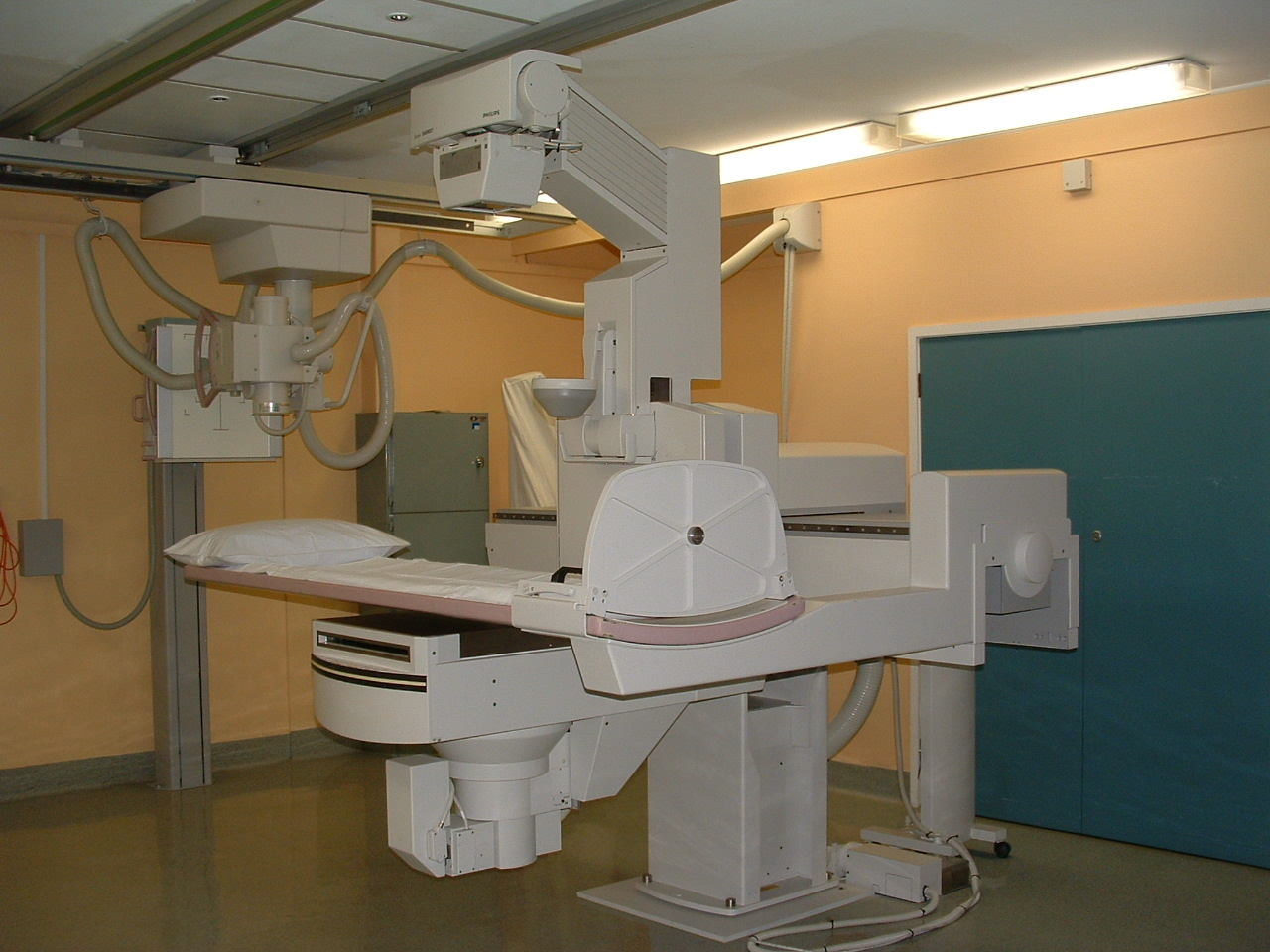
Skiaskopická sklopná stěna s rentgenkou nad stolem

- CT (Computed Tomography, počítačová tomografie) je metoda, která rentgenový signál z pohybujícího se zdroje složitě zpracovává na počítači, takže poskytuje trojrozměrný obraz vnitřku těla pacienta.
- Ozařování rentgenem se užívá k léčbě nádorových onemocnění, což vyžaduje podstatně větší dávky.

## Jiná použití
- Krystalografie užívá paprsky rentgenova záření ke zkoumání atomové struktury látek, krystalových mřížek atd.
- Rentgenová spektroskopie zkoumá vlastnosti látek na základě charakteristického spektra Rentgenova záření, které vysílají.
- Průmyslový rentgen slouží ke kontrole velkých strojírenských výrobků, zejména tlakových nádob a kotlů, resp. jejich svarů. Pracují s vysokými energiemi.
- Bezpečnostní rentgeny jsou od začátku 21. století běžné na letištích, u vstupu do vládních budov a podobně a slouží ke kontrole zavazadel. Používají poměrně malé dávky záření o vysoké energii. Mohou poškodit citlivý (nevyvolaný) film, digitálním zařízením a počítačům však neškodí a záření je pečlivě odstíněno, aby neohrožovalo cestující ani obsluhu.

### Literatura

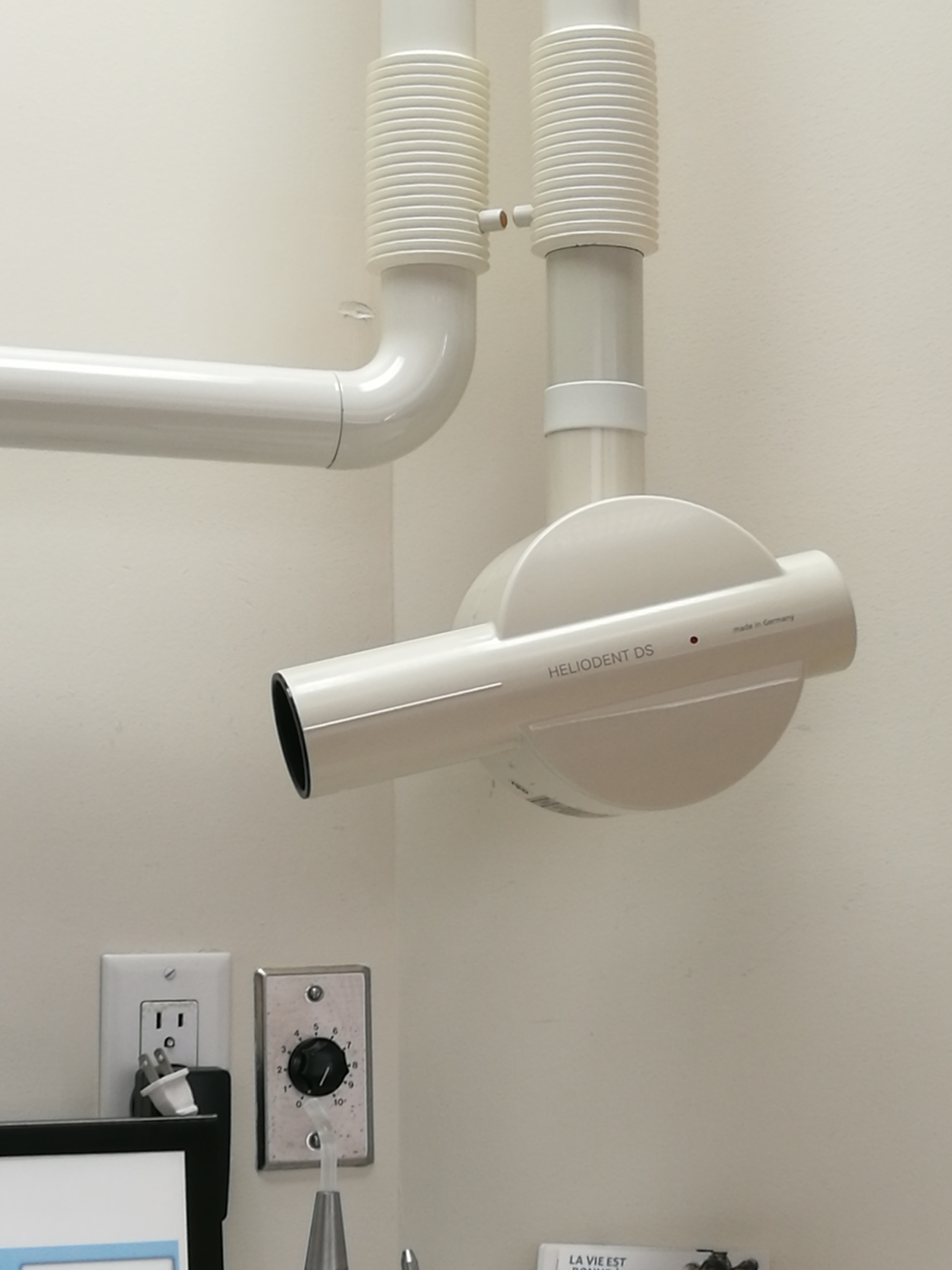
Dentální rentgen